# Геоїд

1. Океан
2. Поверхня земного еліпсоїда
3. Прямовисні лінії
4. Континент
5. Поверхня геоїда.

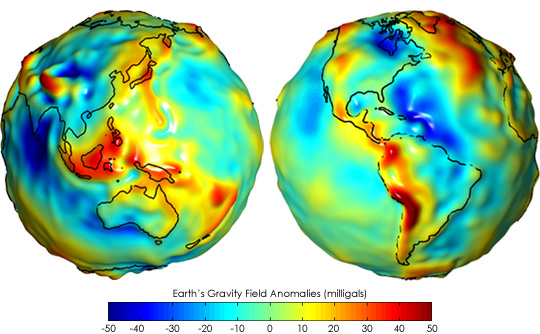
Гравітаційне поле Землі (відхилення посилено)

Геóїд (грец. γη — земля та είδος — вигляд) — форма Землі, визначена з використанням рівня моря та уявним його продовженням під земною поверхнею, за умови збереження рівня гравітаційного потенціалу. Також, геоїд — власне Земля як планета та фігура, якою характеризують її форму. Поверхня геоїда повторює вільну, незбуджену поверхню води у Світовому океані, яка уявно продовжена під материками так, що вона скрізь перпендикулярна до напряму сили тяжіння.
На поверхню геоїда проєктуються точки земної поверхні для наступного перенесення на еліпсоїд обертання для зображення у сферичній системі координат. Для території України поверхнею геоїда вважають рівневу поверхню, що проходить через нульову позначку Кронштадтського футштока на Балтійському морі. Точне визначення поверхні геоїда щодо відлікової поверхні практично неможливе, тому в геодезії використовується поверхня квазігеоїда.

## Властивості
Поверхня геоїда має геометрично довільну форму, на відміну від поверхні базового еліпсоїда, який часто використовують для наближеного подання форми поверхні Землі, але вона набагато гладша за фізичну поверхню Землі. У той час, як остання має нерівності у межах приблизно від +8,8 км (гора Еверест) до −11 км (Маріанська западина), поверхня геоїда відхиляється від поверхні базового еліпсоїда обертання лише у межах ±100 м.
Оскільки вектор сили тяжіння перпендикулярний до поверхні геоїда (еквіпотенціальна поверхня), морська вода, без зовнішніх впливів, утворила б поверхню, еквівалентну поверхні геоїда.

### Аномалії

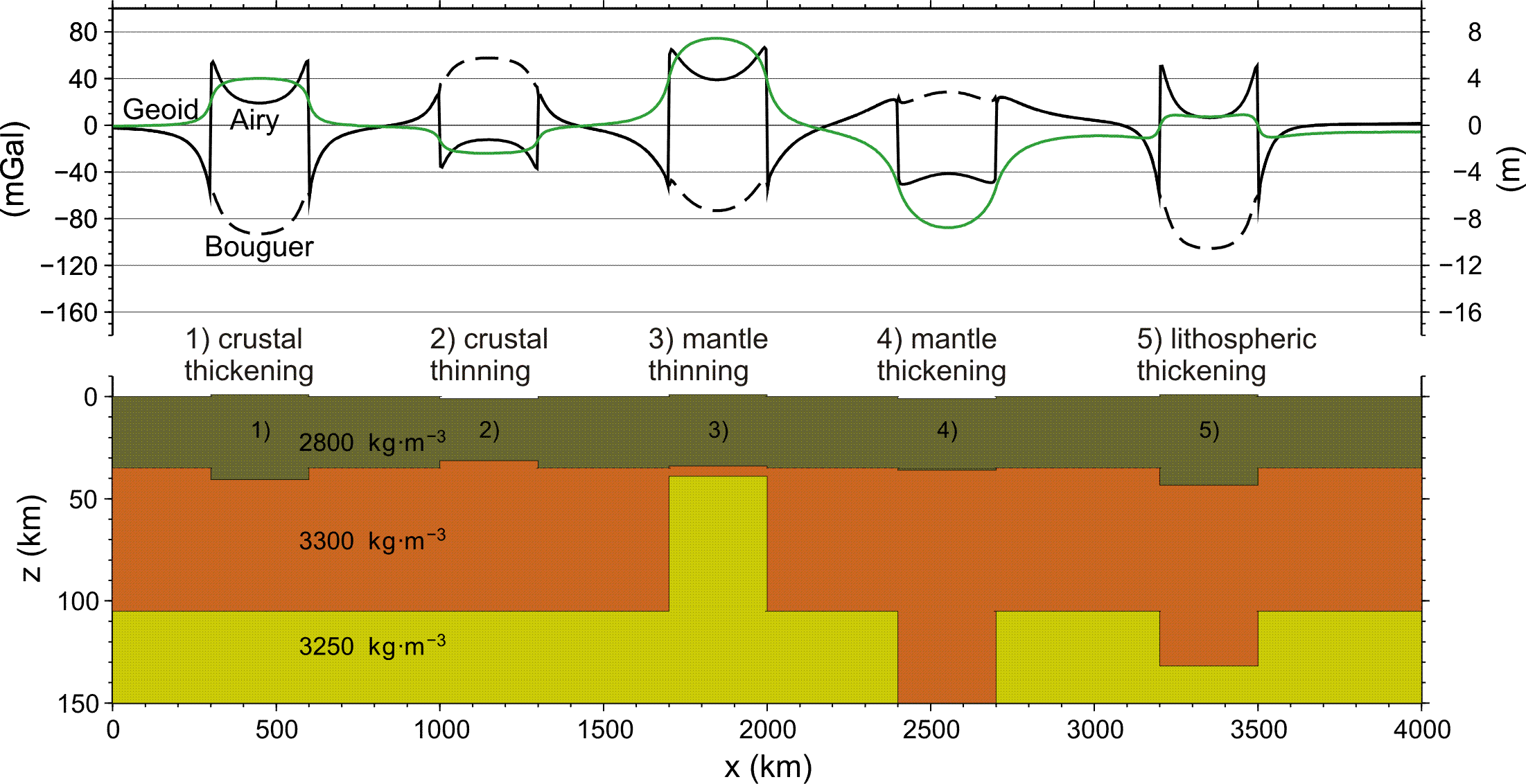
Гравітаційні і геоїдні аномалії, спричинені різними змінами товщини кори та літосфери відносно базової конфігурації. Всі значення перебувають під місцевою ізостатичною компенсацією.

Зміни у висоті поверхні геоїда пов'язані з аномальними розподілами щільності всередині Землі. Виміри геоїда допомагають нам зрозуміти внутрішню будову планети. Синтетичні розрахунки показують, що геоїдний "підпис" більш товстої кори (наприклад, у орогенних поясах, утворених зіткненням континентів) є позитивним, на відміну від того, що очікується, якщо збільшення товщини торкається всієї літосфери.

## Змінність в часі
Нещодавні супутникові місії, такі як GOCE та GRACE, дозволили дослідження змінних у часі сигналів геоїда. Перші результати, засновані на супутникових даних GOCE, стали доступні онлайн у червні 2010 року через засоби Європейського космічного агентства. ЄКА запустило супутник у березні 2009 року з місією маппінгу гравітації Землі з безпрецедентною точністю та просторовим розподілом. 31 березня 2011 нова модель геоїда була показана на Четвертому міжнародному воркшопі користувачів GOCE у Технічному університеті Мюнхена, Німеччина. Дослідження з використанням змінного у часі геоїда, розрахованого на даних GRACE, дали інформацію про глобальні гідрологічні цикли, баланси мас льодовикових щитів, та післяльодовиковий відскок. На основі вимірів післяльодовикового відскоку, змінні в часі дані GRACE можуть бути використані для розуміння в'язкості мантії Землі.

## Точний геоїд
Розв'язок точного геоїда, запропонований Ванічеком з колегами, покращив підхід Стокса до обрахунку геоїда. Їх рішення дозволяє точність до міліметрів та сантиметрів у обрахунку геоїда, що є покращенням на порядок від попередніх класичних рішень.

## Цікавий факт
Під час морської (океанської) подорожі бортовий GPS-приймач може показувати відхилення висоти від «рівня моря» у той чи інший бік, хоча насправді весь час залишається на однаковій відстані від поверхні води. Це пов'язано з тим, що GPS-супутники вимірюють висоту відносно поверхні базового еліпсоїда з геометричним центром у центрі мас Землі, навколо якого вони обертаються. Для вимірювання висоти над поверхнею геоїда необхідно вносити поправки, які враховують відхилення геоїда від базового земного еліпсоїда.